# Florencio Aguilera

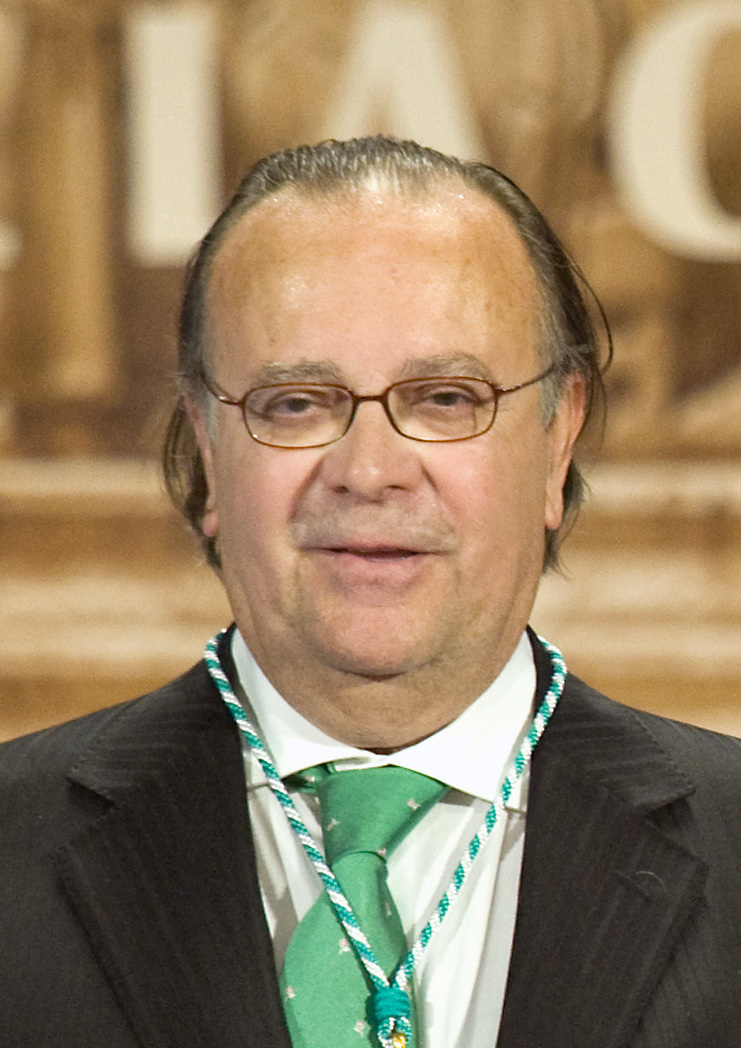
Florencio Aguilera, 2012

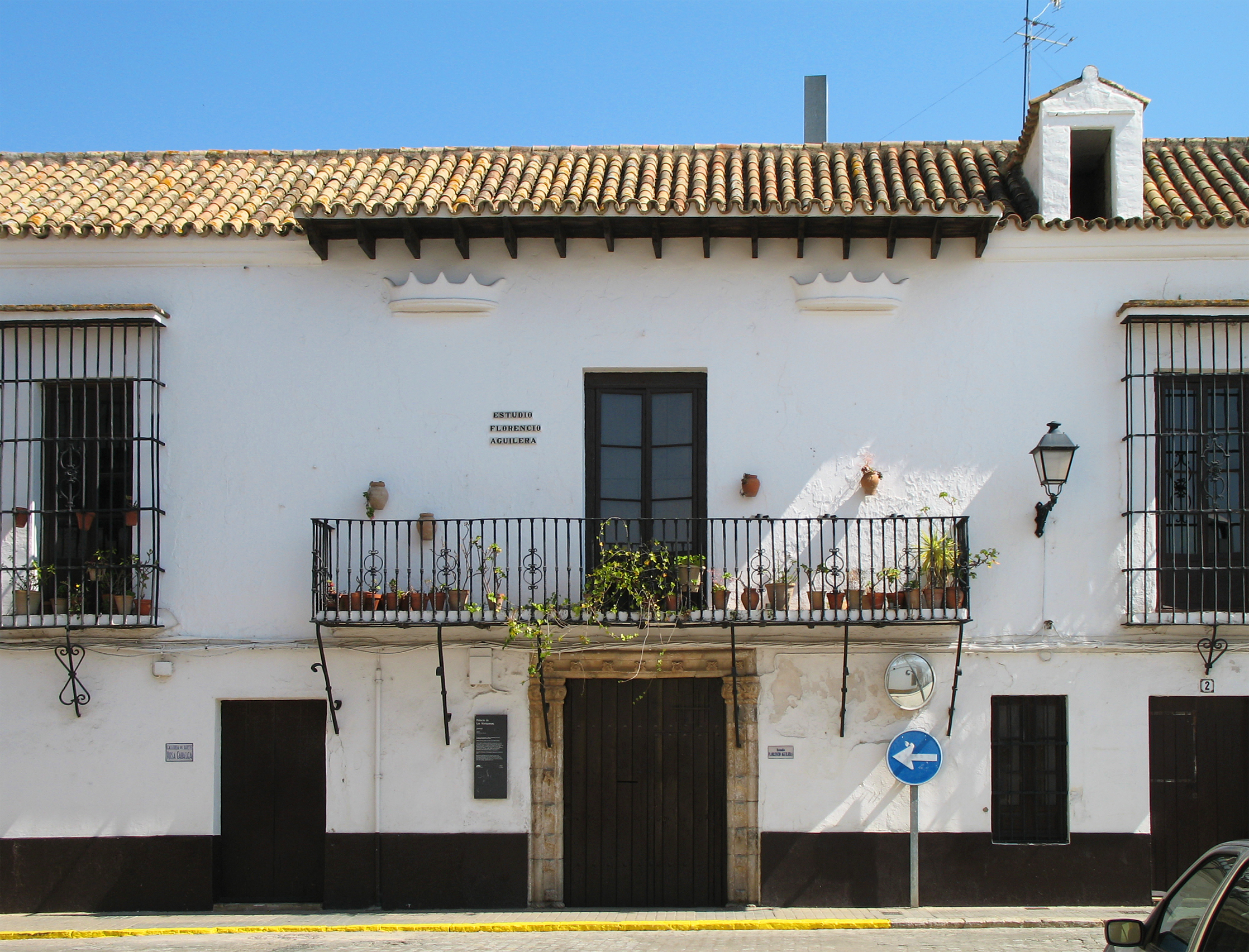
Studio und Museum des Malers Florencio Aguilera in Ayamonte

Florencio Aguilera Correa (* 9. Mai 1947 in Ayamonte) ist ein spanischer Maler, Kunstsammler und Musikveranstalter.

## Leben
Florencio Aguilera wuchs in einem künstlerischen Umfeld auf. Der Vater Rafael Aguilera (1903–1998) war ebenfalls Maler. Er debütierte 1962 mit einer Gruppenausstellung in Ayamonte und auf der Isla Cristina. Im Jahr 1983 begründete Florencio Aguilera das Internationale Musikfestival Ciudad de Ayamonte. 1999 gab er dessen Organisation an die Gemeinde ab. Aufgrund der Wirtschaftskrise wurde das Musikfestival 2011 eingestellt und dann ab 2016 weiter geführt. Als Auftakt zur Wiedereröffnung fand im August 2015 das Noches del Patio-Festival statt, das Aguilera in Zusammenarbeit mit der Gemeindeverwaltung organisierte.

## Werk

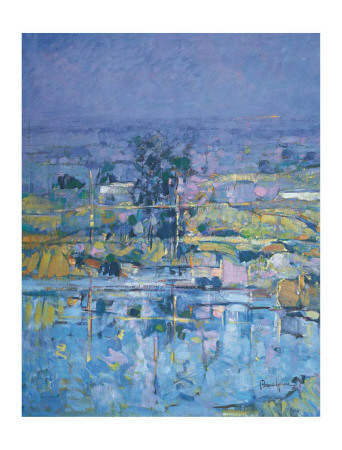
Guadiana

Sein Hauptwerk wird stilistisch dem Expressionismus zugeordnet. Seine Werke zeichnen sich durch die Dominanz der Farben aus, wobei er viele verschiedene satte Farbtöne einsetzt, um Atmosphäre zu schaffen. Dabei arbeitet er mit schnellen Pinselstrichen, die Bewegung ausdrücken und das Licht des Himmels, bzw. des Meeres ausdrücken sollen. Aguileras Werk zeigt überwiegend Landschaften und konzentriert sich dabei auf Ayamonte und die Küsten der Provinz Huelva.
Sein Werk ist in öffentlichen und privaten Sammlungen u. a. in Spanien, Portugal, USA, Deutschland, Frankreich, Niederlande, England, Italien, Schweiz, Norwegen, Argentinien.
Ab Oktober 2011 zeigte die Wanderausstellung Tres Generaciones 175 Werke aus drei Generationen der Alguilera-Familie: neben seinen eigenen werden Werke seines Sohnes Chencho Aguilera und seines Vaters gezeigt. Dabei hat Chencho seinen Vater auf den Reisen zu den Ausstellungsorten begleitet. Die Ausstellung, deren Anlass die 50-jährige künstlerische Laufbahn Aguileras war, wurde am 30. Juli 2011 in seinem Studio/Museum eröffnet. In den Monaten Februar und März 2012 wurden die Werke im Convento de Santa Inés in Sevilla gezeigt. Danach zog die Wanderausstellung weiter nach New York, wo sie von Oktober 2012 bis Januar 2013 in der Queensborough Community College (QCC) Art Gallery Station machte. Die Abschlussausstellung fand im Frühjahr 2013 in Madrid statt.

## Ausstellungen
- 1973 Parador de Ayamonte, Spanien.
- 1974 Galeria Lorca, Bilbao und Galeria Serrano 19, Madrid, Spanien.
- 1975 Galeria Rivera, Valencia, Spanien.
- 1976 Galeria Alvaro, Sevilla und Galeria Serrano 19, Madrid, Spanien.
- 1977 Sierra Nevada, Granada, Spanien.
- 1978 Galeria Azcue, Sevilla, Spanien.
- 1979 Museo Provincial de Bellas Artes de Huelva, Spanien.
- 1980 Galeria Azcue, Sevilla, Spanien.
- 1981 Galerie Osper, Köln, Deutschland.
- 1985 Museo de Huelva, Spanien.
- 1987 Sala Chicharreros, Sevilla und Galeria Kreisler, Madrid, Spanien.
- 1989 Galeria Kreisler, Madrid und Galeria Club 24, Madrid, Spanien.
- 1991 in seinem Atelier-Museum, Ayamonte, Spanien.
- 1992 Art Miami 92 in Miami Beach Convencion Center, Florida, USA.
- 1992 gemeinsame Ausstellung mit seinem Vater in seinem Atelier-Museum, Ayamonte, Spanien.
- 1994 Chicago International Art Exposition, Chicago, USA.
- 1994 Monasterio de Santa Clara, Moguer, Spanien.
- 1995 Galeria Kreisler, Madrid, Spanien.
- 1996 ArteBA, Centro Cultural Recoleta, Buenos Aires, Argentinien.
- 1998 Museo Arte Contemporáneo de Madrid, Spanien.
- 1998 Expo 98, Lissabon, Portugal.
- 2000 Palacio Real, Madrid, Spanien.
- 2001 Palacio de Exposiciones y Congresos de Huelva (Casa Colón), Huelva, Spanien.
- 2003 Convento de Santa Inés, Sevilla, Spanien.
- 2005 Galeria Rosa Cabalga, Ayamonte, Spanien.
- 2007 Museo de la Ciudad de Madrid, Spanien.
- 2009  gemeinsame Ausstellung mit seinem Sohn Chencho Aguilera in Galeria Rosa Cabalga, Ayamonte, Spanien.
- 2011 Tres Generaciones (Drei Generationen). Gemeinsame Ausstellung mit seinem Sohn, und Werke von seinem Vater. Ayamonte, Sevilla, New York, Madrid.

## Auszeichnungen
- 1982 Auszeichnung „Ayamontino del año“.
- 2001 Medalla de las Artes y las Letras de Huelva.
- 2005 Académico de la Real Academia de Bellas Artes de Cádiz.
- 2012 Medalla de Andalucía.[7]